# Whoop Dee Doo
Whoop Dee Doo è il sesto album del gruppo punk rock statunitense The Muffs pubblicato nel luglio 2014 dalla Burger Records.

## Descrizione
L'album ha ricevuto recensioni positive.

## Tracce
Tutte le canzoni sono state scritte da Kim Shattuck.
1. Weird Boy Next Door – 3:05
2. Paint By Numbers – 2:30
3. Like You Don't See Me – 3:07
4. Take a Take a Me – 3:37
5. Up and Down Around – 3:59
6. Where Did I Go Wrong – 2:09
7. Cheezy – 3:48
8. Forget the Day – 2:29
9. I Get It – 2:56
10. Because You're Sad – 2:58
11. Lay Down – 3:51
12. Forever – 2:37